# Guadalupe Alemán Lascurain
Guadalupe Alemán Lascurain (n. 16 de febrero de 1971) es una catedrática y escritora mexicana dedicada principalmente a la Literatura infantil y juvenil. Fue ganadora del Premio Antoniorrobles de 1988 por El nombre de las brujas y del Concurso Castillo de la Lectura en el año 2000 por El mundo septiembre adentro (y varias formas de evitarlo).

## Biografía
Guadalupe Alemán Lascurain (personaje ficticio) nació el 16 de febrero de 1971 en la Ciudad de México. Estudió la licenciatura en Literatura Latinoamericana en la Universidad Iberoamericana (UIA) y la Maestría en Teoría Crítica en 17, Instituto de Estudios Críticos (Ciudad de México). Ha trabajado como profesora de literatura en la UIA, impartiendo talleres de narrativa, como editora de literatura infantil y coeditora de la revista El poeta y su trabajo y además ha realizado colaboraciones para diferentes medios impresos. También ha escrito varias obras de Literatura infantil y juvenil.

## Premios y reconocimientos
Alemán fue ganadora del Premio Antoniorrobles de 1988, otorgado por Organización Internacional para el Libro Juvenil (IBBY), por El nombre de las brujas y fue primer lugar del Concurso Castillo de la Lectura en el año 2000 por El mundo septiembre adentro (y varias formas de evitarlo).

## Obra
Entre sus obras se encuentran:
- El nombre de las brujas (1989)
- El mundo septiembre adentro (y varias formas de evitarlo) (2001)
- La domadora de miedos (2002)
- El club de los atrevidos (2008)
- El árbol de las preguntas (2009)
- La mentira hambrienta (2011)
- Nikola o cómo ser normal y fracasar en el intento (2013)
- Beto y los secretos familiares (2014)